# Пронюшкин, Александр Юрьевич
Александр Юрьевич Пронюшкин (род. 31 июля 1987, Муром, Владимирская область) — российский политик, член Совета Федерации (с 2018).
Из-за поддержки нарушения территориальной целостности Украины во время российско-украинской войны находится под персональными международными санкциями  Евросоюза, США, Великобритании и ряда других стран.

## Биография
В 2009 году окончил Владимирский государственный университет по специальности «Экономика и управление на предприятии», в 2011 году заочно получил там же высшее юридическое образование, в 2021 году окончил магистратуру Российской академии народного хозяйства и государственной службы при Президенте РФ по направлению Международные отношения.
В 2012 году вступил в ЛДПР. С сентября 2016 по 2017 год являлся заместителем координатора Муромского отделения ЛДПР, а позже возглавил его.
Занимался бизнесом, работал в Муромской стрелочной компании, затем — в Евразийской стрелочной компании в Москве, где руководил департаментом по работе с управлениями железных дорог. Согласно данным сайта EGRinf.com, Евразийская стрелочная компания зарегистрирована в 2017 году, её уставной капитал составляет 10 тыс. рублей, средняя численность сотрудников — 2 человека, основной род деятельности — неспециализированная оптовая торговля.
8 октября 2018 года новый губернатор Владимир Сипягин назначил представителем исполнительной власти Владимирской области в Совете Федерации Александра Пронюшкина. Ранее, подавая документы в избирательную комиссию, Сипягин в соответствии с требованием закона указал троих возможных сенаторов — кроме Пронюшкина, он тогда назвал помощника депутата Государственной думы Василия Власова по работе во Владимирской области Сергея Викторовича Корнишова и редактора новостной ленты ООО «МИГ» Ивана Игоревича Люткова.
В 2022 году включён ЕС в санкционные списки за поддержку российской агрессии против Украины.
25 марта 2022 года сообщил о смерти Владимира Жириновского, что впоследствии было опровергнуто самой партией и спикером Государственной думы Вячеславом Володиным, который предложил Пронюшкину сложить полномочия.
17 сентября 2022 года избранный губернатором Александр Авдеев назначил в Совет Федерации Андрея Шохина.

## Личная жизнь
Александр Пронюшкин женат, воспитывает двух дочерей и сына.